# Барское (Ивановская область)
Ба́рское (также Боя́рское) — деревня в Палехском районе Ивановской области. Входит в Пеньковское сельское поселение.

## География
Находится в восточной части Палехского района, в 21,9 км к востоку от Палеха (32,1 км по автодорогам). Деревня расположена на реке Лух.

## Население
| 1859 | 1905 | 2010 |
| ---- | ---- | ---- |
| 63   | ↗90  | ↘7   |